# Bruch (Wipperfürth)
Bruch ist eine Ortschaft von Wipperfürth im Oberbergischen Kreis im Regierungsbezirk Köln in Nordrhein-Westfalen (Deutschland).

## Lage und Beschreibung
Bruch liegt im Norden von Wipperfürth am „Stooter Arm“ der Bevertalsperre. Nachbarorte sind Levenhausen, Kotten, Ahlhausen, Schwickertzhausen und Güttenhausen. Der Levenhausener Siepen mündet 60 m westlich vom Ortsrand in den Moorbach. Im Südosten der Ortschaft entspringt ein vom Wupperverband mit „Zulauf Moorbach (Bruch)“ bezeichneter Bach.
Politisch wird der Ort durch den Direktkandidaten des Wahlbezirks 17.2 (172) Egen im Rat der Stadt Wipperfürth vertreten.

## Geschichte
1548 wurde der Ort erstmals urkundlich erwähnt. „Peter, Johan und Wylhelm tho dem Broch“ werden in den Listen der bergischen Spann- und Schüppendienste genannt.

## Busverbindungen
Die Bushaltestelle Bruch der Linie 337 (VRS/OVAG) stellt die Anbindung an den öffentlichen Personennahverkehr her.

## Wanderwege
Folgende Wanderwege führen in 100 m Entfernung südlich an der Ortschaft vorbei:
- Die SGV-Hauptwanderstrecke X7 (Residenzenweg) von Arnsberg nach Düsseldorf-Gerresheim
- Der Ortsrundwanderweg A3